# Oulad Djellal

Oulad Djellal (en arabe أولاد جلال[réf. nécessaire]), parfois orthographiée Oulad-Djellal, est une tribu arabe,.
Les Oulad Djellal auraient trahi les Oulad Salah après avoir refusé de continuer à leur verser leur tribut annuel.